# コンセプシオン県

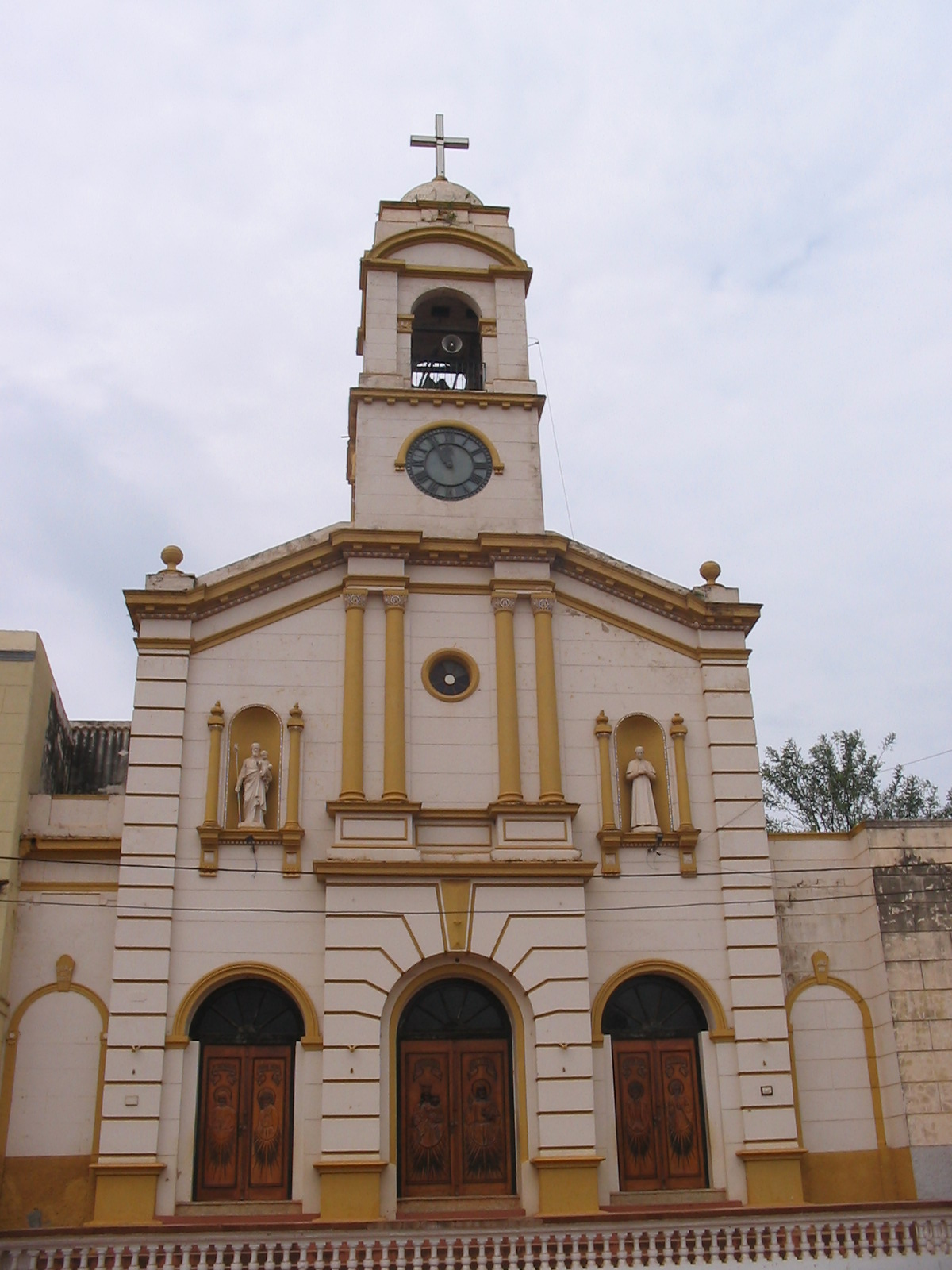
コンセプシオン教会

コンセプシオン県（コンセプシオンけん、スペイン語: Departamento de Concepción、スペイン語発音: [konsepˈsjon]）は、パラグアイ中央部の県。
2016年の人口は24万495人で、18県中9位。
県都はコンセプシオン。

## 人口
- 2000年7月1日：18万9927人
- 2005年7月1日：20万4401人
- 2010年7月1日：21万9936人
- 2016年7月1日：24万495人

## 隣接県
- 北：南マット・グロッソ州
- 東：アマンバイ県
- 南：サン・ペドロ県
- 西：プレシデンテ・アジェス県
- 北西：アルト・パラグアイ県

## 歴史
スペイン人による侵略時代には、ブラジルから侵攻するバンデイランテスと衝突した。
1760年、この地域を入植を通して再征服する計画が始まった。
これはイエズス会の布教も兼ねていた。
1813年、統治者であるフランシアはテベゴに流刑地の建設を命じた。
1870年に三国同盟戦争が終わると、アマンバイ県と合併した。
20世紀に入ると、県都のコンセプシオンはブラジルの南マット・グロッソ州に近い事から商業の中心となり、国内で2番目に重要な都市となった。
1973年、現在の領域が確定した。

## 主要都市
- コンセプシオン：5万8600人(県都)
- オルケタ（英語版）：1万3000人

## 気候
最高気温は39℃、最低気温は2℃、年間平均気温は24℃。
年間降水量は1324mmで、11～1月に多く、6～8月に少ない。

## 関連資料
- Geografía Ilustrada del Paraguay, Distribuidora Arami SRL; 2007. ISBN 99925-68-04-6
- Geografía del Paraguay, Primera Edición 1999, Editorial Hispana Paraguay SRL.